# The Light That Failed (film 1923)
The Light That Failed è un film muto del 1923 diretto da George Melford e interpretato da Jacqueline Logan, Percy Marmont, David Torrence, Sigrid Holmquist, Mabel Van Buren, Luke Cosgrave e Peggy Schaffer.
La sceneggiatura si basa sull'omonimo romanzo del 1891 di Rudyard Kipling (in Italia, pubblicato come La luce che si spense) che era già stato adattato per lo schermo nel 1916 con il film The Light That Failed. Nel 1939 ne verrà fatta un'ulteriore versione, questa volta sonora, con La luce che si spense di William Wellman.

## Produzione
Il film fu prodotto dalla Paramount Pictures (come Famous Players-Lasky Corporation).

## Distribuzione
Il copyright del film, richiesto dalla Famous Players-Lasky Corp., fu registrato il 13 novembre 1923 con il numero LP19603.
Distribuito dalla Paramount Pictures e presentato da Jesse L. Lasky, il film uscì nelle sale statunitensi il 25 ottobre 1923. Nel 1924, fu distribuito in Danimarca (9 aprile, con il titolo Lyset, der svandt), Svezia (21 aprile, come Ljuset som försvann), Francia (31 ottobre, come La Lumière qui s'éteint), Olanda (24 novembre, come Het licht dat verdween). In Giappone, uscì il 29 gennaio 1925. Nel Regno Unito, fu distribuito dalla Paramount British Pictures il 25 maggio 1925 in una versione di 2.044 metri, un po' ridotta in confronto di quella americana che era di 2.137,55 metri). In Finlandia, il film venne distribuito il 12 settembre 1926.
Non si conoscono copie ancora esistenti della pellicola che viene considerata presumibilmente perduta.